# Bright Angel
Bright Angel és una pel·lícula dramàtica estatunidenca de 1990 dirigida per Michael Fields i protagonitzada per Dermot Mulroney, Lili Taylor i Sam Shepard. La pel·lícula segueix dos adolescents, George i la fugitiva Lucy, que viatgen des de casa seva a Montana fins a Wyoming per ajudar el germà de la Lucy a escapar de la presó. Va ser una adaptació d'una història de la col·lecció de Richard Ford titulada Rock Springs.
Tot i que va rebre alguns elogis de la crítica, la pel·lícula només va guanyar 158.243 dòlars a la taquilla nacional.

## Argument
George és un adolescent de Montana la salut del qual s'està deteriorant a causa dels problemes matrimonials dels seus pares. Es relaciona amb Lucy, una fugitiva que es dirigeix a Wyoming amb un fons fosc que intenta treure el seu germà de la presó. George intenta ajudar-la, però es troba creuant-se amb persones encara més pertorbades emocionalment que la seva mare i el seu pare.

## Repartiment
- Dermot Mulroney com a George
- Lili Taylor com a Lucy
- Valerie Perrine com Aileen
- Bill Pullman com a Bob
- Mary Kay Place com a Judy
- Burt Young com a art
- Sam Shepard com a Jack
- Benjamin Bratt com a Claude
- Delroy Lindo com a Harley
- Will Patton com a Woody

## Producció
La fotografia principal va començar el 10 de juliol de 1989. La pel·lícula es va rodar a Billings i Broadview (Montana) i a Wyoming. Filming wrapped on August 30, 1989.
El rodatge va ser tumultuós per a Lili Taylor, que gairebé va ser acomiadada per decisions estètiques que havia pres en presentar-se com el personatge. En una entrevista del 2016, es va referir a ella com el rodatge més difícil de la seva carrera, afirmant que bàsicament havia estat acomiadada del projecte, però que es va veure obligada a acabar-la.

## Recepció crítica
Roger Ebert del Chicago Sun-Times va gaudir de la pel·lícula i li va donar 3 1/2 estrelles:
| « | Hi ha un moment en cada bona pel·lícula en què es fa evident que el director sap què està fent. A Bright Angel de Michael Fields, arriba aquell moment quan el fill i el pare arriben a casa i descobreixen que la mare s'ha fugat amb un altre home... Pel·lícules com aquesta (també em recorda les pel·lícules de Terrence Malick Males terres i Days of Heaven de depenen molt dels actors per al to adequat, i Lili Taylor i Dermot Mulroney són perfectament coincidents amb el material. | » |

No obstant això, crítiques com Kathleen Maher de The Austin Chronicle no la van deixar tan bé, li van donar 2 estrelles i tenien diferents opinions sobre l'actuació:
| « | Sembla que algú ha estat mirant massa fotos de carrer dels anys 70 i ha llegit novel·les de Jim Thompson massa tard a la nit... Malauradament, no hi ha gaire de tota la història aquí. És un collage complex sense marc. Taylor, una presència hipnòtica a la pantalla visualment és, en cas contrari, un dolor al cul amb constants ximpleries com si estigués imitant a Christian Slater imitant a Jack Nicholson i afegint-hi un accent canadenc en bona mesura. Ha estat millor a Mystic Pizza i a Say Anything.... Mulroney, en canvi, pot ser només una altra cara bonica, perquè normalment es queda amb les mans a les butxaques. Una cosa és segura, totes aquestes persones són capaces de treballar millor, espereu-ho. | » |

## Banda sonora
- "Where Did God Go?" de Jody Alan Sweet
- "Too Long Crying" de Jody Alan Sweet
- "Cheshire" de Jody Alan Sweet
- "Heal Somebody" de Sheryl Crow
- "Hung Over Heart" de Jody Alan Sweet